# Плосково (Усть-Кубинский район)
Плосково — деревня в Усть-Кубинском районе Вологодской области.
Входит в состав Богородского сельского поселения (с 1 января 2006 года по 9 апреля 2009 года входила в Верхнераменское сельское поселение), с точки зрения административно-территориального деления — в Верхнераменский сельсовет.
Расстояние до районного центра Устья по автодороге — 78,5 км, до центра муниципального образования Богородского по прямой — 25 км. Ближайшие населённые пункты — Сенская, Угол, Езово.
По переписи 2002 года население — 20 человек (10 мужчин, 10 женщин). Преобладающая национальность — русские (95 %).